# Celsius

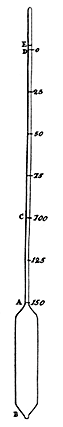
Celsius' ontwerp

Celsius (eerder centigrade genoemd in onder meer het Engels en Frans) is een temperatuurschaal vernoemd naar de Zweedse astronoom Anders Celsius (1701-1744), die een eerste versie van deze schaal (met 0° en 100° verwisseld) voorstelde in 1742.
De celsiusschaal is gedefinieerd met de volgende twee ijkpunten:
- 0 °C (0 graden Celsius) is de temperatuur waarbij water bevriest bij een luchtdruk van 1 atmosfeer.
- 100 °C is de temperatuur waarbij water kookt bij een luchtdruk van 1 atmosfeer.

Het bereik hiertussen, gemeten met een kwikthermometer, wordt verdeeld in 100 gelijke delen. Oorspronkelijk had Celsius voor ogen dat het vriespunt van water bij 100° zou liggen en het kookpunt bij 0°. Dit werd (mogelijk op initiatief van Carl Linnaeus, Daniel Ekström of Martin Stromer) later omgekeerd.
Omdat zowel het vriespunt als het kookpunt van water afhankelijk zijn van de heersende luchtdruk, ontstond op termijn behoefte aan een betere definitie. Dit leidde tot een specificatie waarbij het tripelpunt van water per definitie bij 0,01 °C ligt. Het verschil tussen de twee ijkpunten bleef even groot als voorheen.

## SI-stelsel
Formeel is afgesproken dat temperaturen in de SI-eenheid kelvin worden uitgedrukt. In bepaalde gevallen, bijvoorbeeld bij het aangeven van de buitentemperatuur in een weerbericht, worden echter graden Celsius gebruikt, enerzijds uit gewoonte en anderzijds omdat met behulp van deze eenheid de temperatuur in handzamere getallen kan worden uitgedrukt. In vijf landen, waaronder de Verenigde Staten, wordt officieel de fahrenheitschaal gebruikt.
Een temperatuurverschil van één graad Celsius is even groot als een verschil van één kelvin. Temperatuurverschillen in graden Celsius zijn daarom hetzelfde als in kelvin. 0 °C komt door bovenstaande definitie overeen met 273,15 K. Een temperatuur in kelvin wordt naar graden Celsius omgerekend door er 273,15 van af te trekken.

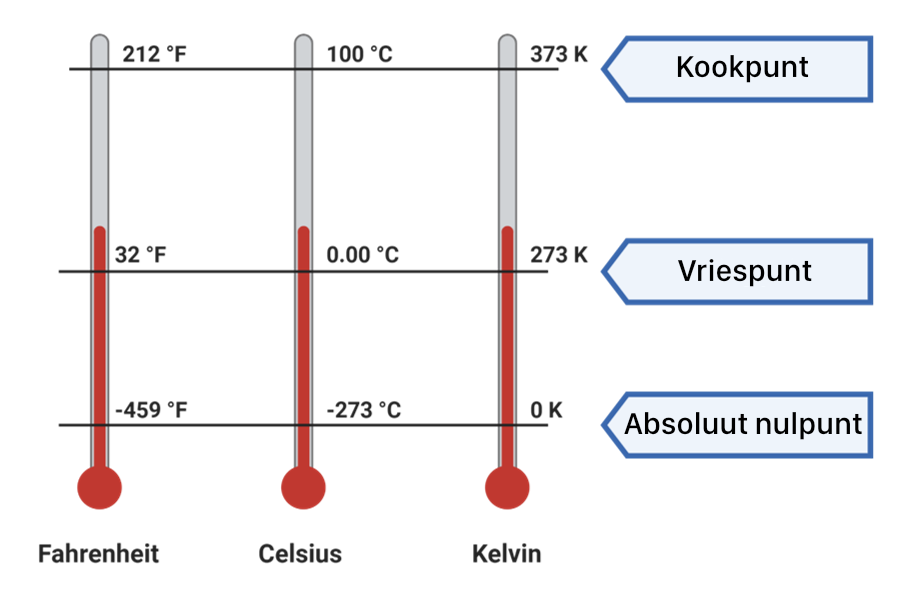
Vergelijking van temperatuurschalen met het absolute nulpunt en het kook- en vriespunt van water.